# 紐約每日新聞
《紐約每日新聞》（英語：Daily News），是一份在美國紐約出版的日報，為全美第五大報。創辦於1919年，曾經屬媒體大亨莫蒂默·札克曼所有。該報曾榮獲十次普立茲獎。注重地方版新聞，約用百分之八十的篇幅來報導當地的事情。在紐約市和紐約州的發行量，超越了《紐約時報》、《紐約郵報》與《華爾街日報》等大報。

## 外部連結
- 《紐約每日新聞》官網（英文）

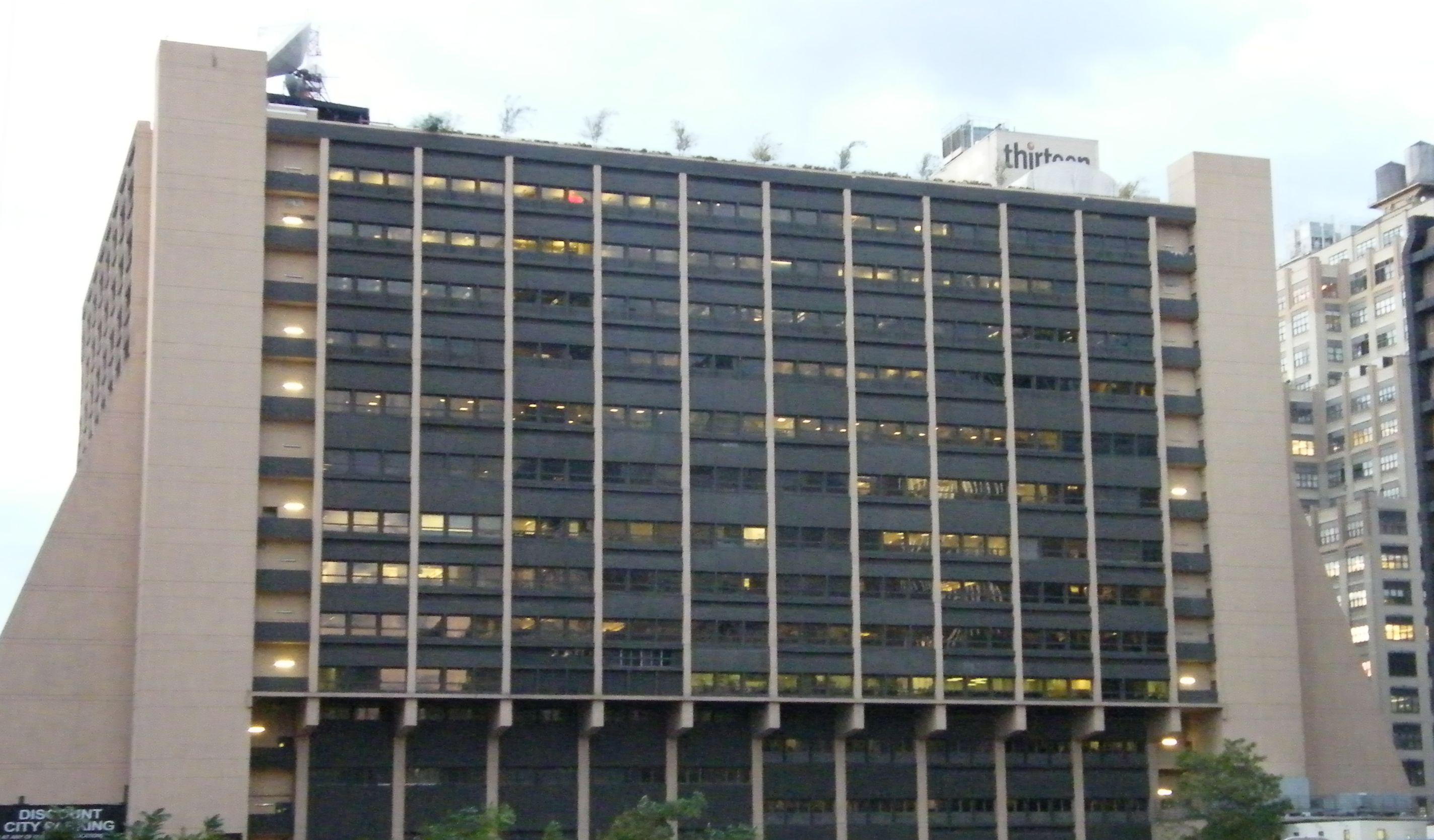
總部所在的曼哈頓西33街450號，美聯社總部亦位於此

- History of New York Daily News at Lendio FundingUniverse （页面存档备份，存于）
- Photographic essay on the Daily News Building on 42nd Street